# يوناتان كوهن
يوناتان كوهن (بالعبرية: יונתן כהן‏) هو لاعب كرة قدم إسرائيلي، ولد في 29 يونيو 1996 في تل أبيب في إسرائيل. لعب مع Beitar Tel Aviv Bat Yam F.C. ‏.

## وصلات خارجية
- يوناتان كوهن على موقع الاتحاد الأوربي (الإنجليزية)
- يوناتان كوهن على موقع قاعدة بيانات كرة القدم.إي يو (الإنجليزية)
- يوناتان كوهن على موقع ناشيونال فوتبول تيمز (الإنجليزية)
- يوناتان كوهن على موقع Soccerway.com (الإنجليزية)
- يوناتان كوهن على موقع عالم كرة القدم.نت (الإنجليزية)